# Маршалтаун (Ајова)
Маршалтаун (енгл. Marshalltown) град је у америчкој савезној држави Ајова. По попису становништва из 2010. у њему је живело 27.552 становника.

## Демографија
Према попису становништва из 2010. у граду је живело 27.552 становника, што је 1.543 (5,9%) становника више него 2000. године.
| Група             | 2000.          | 2010.          |
| Белци             | 21.754 (83,6%) | 19.360 (70,3%) |
| Афроамериканци    | 348 (1,3%)     | 608 (2,2%)     |
| Азијати           | 271 (1,0%)     | 467 (1,7%)     |
| Хиспаноамериканци | 3.265 (12,6%)  | 6.632 (24,1%)  |
| Укупно            | 26.009         | 27.552         |